# Корякін Михайло Михайлович
Михайло Михайлович Корякін (31 березня 1850, Кочеток — 18 січня 1897, Санкт-Петербург) — російський оперний співак (бас), соліст петербурзького Маріїнського театру.

## Життєпис
Походить з родини відставного гусарського ротмістра. Здобув освіту у Владимирській гімназії із золотою медаллю. Закінчив медичний факультет Московського університету, ще тоді з 2-го курсу вчився співу у Олександри Кочетової. 1874 року вступив до Московської консерваторії — сценічній майстерності учився у Івана Самаріна.
1878 року прийнятий в трупу московського Великого театру, через місяць переведений в петербурзький Маріїнський театр, дебютував в партії Сусаніна — «Життя за Царя» М. Глинки, де виступав до кінця життя. Загалом грав у 38 операх, виконав 44 партії.
1880 року вдосконалював декламацію та сценічну майстерність в Мілані — у А. Буцці та Ф. Ронконі.
Часто виступав в благодійних концертах, 1880 року виконав романс М. Глинки «Нічний огляд» у оркестровці Мілія Балакирева.
Здійснив постановку 1892 року опери «Життя за царя» Глинки на сцені Владимирського міського театру.
У 1893 році гастролював в Єлисаветграді.

## Творчість
Відомий як виконавець таких партій:
- Бібієна — «Рафаель» Антона Аренського;
- Кончак — «Князь Ігор» Олександра Бородіна (1890, перший виконавець);
- Раймондо — Ріенці Ріхарда Вагнера, 1879;
- «Вільний стрілець» — К. Вебера, 1876;
- Рамфіс — «Аїда» Джузеппе Верді;
- Великий інквізитор — «Дон Карлос» Джузеппе Верді;
- граф Монтероне — «Ріголетто» Джузеппе Верді, 1878;
- Сусанін — «Життя за царя» М. Глинки;
- Монтероне, Фарлаф — «Руслан і Людмила» М. Глинки;
- Мельник, Світозар — «Русалка» О. Даргомижського;
- Митька — «Князь Срібний» Г. Казаченка, 1892, перший виконавець;
- Фехердін — «Кавказький полонений» Цезаря Кюї, 1883, перший виконавець;
- Клеомер — «Есклармонда» Жуля Массне, 1892;
- Яків — «Йосип в Єгипті» Е. Мегюля;
- Марсель — «Гугеноти» Джакомо Мейєрбера;
- Захарій — «Іоанн Лейденський» Джакомо Мейєрбера;
- Бертрам — «Роберт-Диявол» Джакомо Мейєрбера;
- Ордгард — «Гарольд» Е. Направника, 1886, перший виконавець;
- Архип — «Дубровський» Е. Направника, 1895, перший виконавець;
- П'єтро — «Німа з Портічі» Даніеля Обера;
- Чуб — «Ніч перед Різдвом» Я. Полонського, 1895, перший виконавець;
- Бермята — «Снігуронька» М. Римського-Корсакова, 1882, перший виконавець, Дід Мороз;
- Голова — «Травнева ніч» М. Римського-Корсакова;
- Іван Грозний — Псков'янка М. Римського-Корсакова, 3-я редакція, 1895, перший виконавець;
- Дон Базіліо — «Севільський цирульник» Джоаккіно Антоніо Россіні, 1882;
- Вальтер Фюрст — Вільгельм Телль Джоаккіно Антоніо Россіні;
- П'єтро, Рамфіс — «Демон» А. Рубінштейна, 1880, перший виконавець;
- Колчин — «Купець Калашников» А. Рубінштейна;
- Ілля — «Ворожа сила» О. Сєрова;
- Добриня Микитич, Старий-мандрівник — «Рогнеда» О. Сєрова;
- Еліакім — «Юдита» О. Сєрова;
- Гремін — «Євгеній Онєгін» П. Чайковського, 1884;
- Тібо д'Арк — «Орлеанська діва» П. Чайковського, 1881, перший виконавець;
- Кічига — «Чародійка» П. Чайковського, 1887, перший виконавець;
- Джеронімо — «Таємний шлюб» Д. Чімарози, 1895.

Виступав з Михайлом Васильєвим, Феодосією Велінською, Марією Каменською, Лідією Кобеляцькою-Ільїною, Богомиром Корсовим, Фелією Литвин, Петром Лодієм, Михайлом Луначарським, Володимиром Майбородою, Євгенією Мравіною, Емілією Павловською, Іполитом Прянишниковим, Вільгельміною Рааб, Марією Славіною, Федором Стравінським, Григорієм Угриновичем, Миколою Фігнером, Павлом Хохловим, Федором Шаляпіним, Леонідом Яковлєвим.
Співав під диригуванням Едуарда Крушевського, Карла Кучери, Едуарда Направника, Антона Рубінштейна, П. Чайковського.